# 冶金
冶金（やきん）とは、鉱石その他の原料から有用な金属を「採取」「精製」「加工」して、種々の目的に応じた実用可能な金属材料「合金」を製造すること。そのために必要となる「技術（冶金術）」「学術（冶金学）」を含める場合もある。
鉱石などから金属を抽出する技術は採鉱冶金と呼ばれ、狭義の「冶金（術・学）」はこれのみを指す場合もある。その技術は「乾式冶金」「湿式冶金」「電解冶金」に大別することが出来る。一方、それ以外の合金の製造や物理的加工を行うことで金属の性質を変えて実用に用いやすくすることを製造冶金と称する。粉末金属を塊状にすることを粉末冶金、物理的圧力や他の成分との混合による加工を物理冶金と呼ぶ。製造冶金に関する工学を金属工学と呼ぶ。